# Bolsa de Valores de Mauricio
La Bolsa de Valores de Mauricio (en inglés: Stock Exchange of Mauritius; SEM) es la bolsa de valores de Mauricio con sede en Port-Louis. El SEM gestiona dos mercados: el Mercado Oficial y el Mercado de Desarrollo y Empresa (DEM). En el Mercado Oficial cotizan cuarenta empresas, lo que representa una capitalización bursátil de casi 5.300 millones de dólares estadounidenses. Actualmente, el DEM cuenta con 48 empresas que cotizan en bolsa, con una capitalización de mercado de casi 1.500 millones de dólares al 31 de julio de 2012. El SEM es una de las principales bolsas de valores de África y es miembro de la Federación Mundial de Bolsas.

## Historia
La Ley de Bolsa de Valores de 1988 estableció una bolsa de valores modesta pero floreciente, administrada por la Bolsa de Valores de Mauricio Ltd (SEM), una sociedad de responsabilidad limitada. También creó la Comisión de Bolsa y Valores (SEC), que controla y supervisa las operaciones del mercado de valores. Están operativos dos mercados: el Mercado Oficial de Cotización y el Mercado Extrabursátil (para acciones no cotizadas). Aproximadamente 40 empresas están listadas en la Lista Oficial y aproximadamente 80 empresas están listadas en el Mercado Extrabursátil. La Bolsa clasificó a estas empresas en siete categorías: banca y seguros, industria, inversiones, azúcar, comercio, ocio, hoteles y transporte. Dos fondos también cotizan en la Bolsa de Londres y en la Bolsa de Valores de Mauricio.
El SEMDEX (índice bursátil mundial) refleja la capitalización de cada acción cotizada, ponderada según su participación en el mercado total. En su cálculo, el valor actual del SEMDEX se expresa en relación a un período de referencia, elegido el 5 de julio de 1989, con un índice de 100.
Las transacciones comerciales se realizan cinco días a la semana y se llevan a cabo mediante un sistema de subasta a viva voz, basado en órdenes y a precio único. Cada acción (excluidas las acciones extranjeras) está sujeta a un límite de precio máximo de +/- 20% por sesión de negociación. Se aplica una tarifa comercial máxima del 1,25% a las transacciones del mercado. No existe ningún impuesto sobre los dividendos (con excepción del impuesto de solidaridad para ciertos residentes de Mauricio) ni sobre las ganancias de capital.
Se lograron avances importantes con la creación de un nuevo sistema electrónico de compensación y liquidación y la introducción de transacciones diarias (finales de 1997). Entre los desarrollos futuros previstos se incluye la introducción de un nuevo sistema de comercio electrónico y la cotización de nuevos productos financieros en la Bolsa de Valores. La SEM fue promovida recientemente desde el estatus de bolsa de valores correspondiente al de mercado de valores afiliado dentro de la Federación Internacional de Bolsas de Valores (FIBV). También es miembro fundador de la Asociación Africana de Bolsas de Valores (ASEA).
El SEM se abrió a los inversores extranjeros en 1994, tras la abolición de los controles de cambio. Los inversores extranjeros no necesitan autorización para negociar acciones, a menos que la inversión tenga por objeto garantizar el control legal o administrativo de una empresa de Mauricio. La única restricción es que los inversores extranjeros no pueden poseer más del 15% del capital de una empresa azucarera. La repatriación de moneda extranjera no está sujeta a ningún control, y las monedas son totalmente convertibles y están determinadas por el mercado. Los pagos se pueden realizar en moneda extranjera y es posible abrir cuentas en moneda extranjera en Mauricio. No existe impuesto a las ganancias de capital ni retención de impuestos sobre dividendos provenientes de transacciones en empresas que cotizan en bolsa.
El año 1998 estuvo marcado por la creación de un sistema de archivo central en el que se registran todas las empresas que cotizan en bolsa. Este sistema permite el pago contra entrega (DVP) de forma rotatoria en T+3. La creación de una cámara de compensación, a través del Banco de Mauricio, permitió establecer un fondo de garantía que incorpora medidas en caso de no liquidación de valores y fondos. La bolsa, en colaboración con asesores internacionales, ha desarrollado nuevas reglas de cotización y presentación de informes para garantizar una mayor transparencia para los inversores. Estas normas entraron en vigor durante el primer semestre de 1998.